# Canone televisivo in Italia
Il canone televisivo in Italia (o impropriamente canone Rai) è un'imposta sulla detenzione di apparecchi atti o adattabili alla ricezione di radioaudizioni televisive nel territorio italiano.

## Natura giuridica
La natura giuridica del canone si basa su quanto disposto dal regio decreto-legge 21 febbraio 1938, n. 246, convertito dalla legge 4 giugno 1938, n. 880 relativo alla Disciplina degli abbonamenti alle radioaudizioni (pubblicato nella Gazzetta Ufficiale n. 78 del 5 aprile 1938). Questo provvedimento non è stato abrogato dal cosiddetto decreto Taglia-Leggi (con cui nel marzo 2010 il Ministro per la semplificazione normativa Roberto Calderoli ha provveduto ad abrogare circa 375.000 vecchie leggi) poiché è stato incluso fra le norme non suscettibili di abrogazione nella detta forma.
Vale dunque in Italia la seguente disposizione:
(R.D.L. 21 febbraio 1938, n. 246 art. 1, in materia di "Disciplina degli abbonamenti alle radioaudizioni.")
La configurazione del canone riflette la circostanza che un segnale prodotto e rilasciato nell'atmosfera possa essere ricevibile e sfruttabile senza limitazioni da chiunque sia dotato di un'idonea apparecchiatura tecnica. Questo richiese, al momento di redigere la legge, di focalizzare l'obbligo contributivo su quest'ultimo aspetto, poiché i segnali criptati non esistevano.
La sua qualificazione giuridica è stata sancita dalla Corte costituzionale:
(Sentenza del 26 giugno 2002 n. 284, Corte costituzionale)
Così, definita imposta, la prassi della determinazione di un canone a prezzo unico è stata ritenuta conforme al principio di proporzionalità impositiva, in quanto la detenzione degli apparecchi è essa stessa presupposto della sua riconducibilità a una manifestazione di capacità contributiva adeguata al caso.
La Corte di cassazione ha esplicitato la natura del canone di abbonamento radiotelevisivo:
(Sentenza del 20 novembre 2007 n. 24010, Corte di Cassazione)
Pertanto l'imponibilità dipende esclusivamente dalla detenzione di un apparecchio, indipendentemente dall'effettiva ricezione dei programmi della Rai o dalla mancanza di interesse a riceverne. La legittimità dell'obbligo è stata confermata anche da altre sentenze della Corte costituzionale e della Corte di Cassazione.
Sulla competenza territoriale, in precedenza ascritta alla sola Commissione tributaria di Torino in quanto vi ha sede l'ufficio tributario specializzato, la stessa sentenza ha stabilito che essa spetta esclusivamente alle commissioni tributarie provinciali competenti per territorio.

## Tipi di canone
Si distinguono due tipi di canoni televisivi, ordinario e speciale, da non confondere con la tassa di concessione governativa, ove dovuta.

### Canone ordinario
Il tributo è nominale e il soggetto obbligato è il detentore, cioè è intestato al detentore degli apparecchi televisivi presenti presso la propria abitazione.
Il canone è unico e copre tutti gli apparecchi televisivi detenuti dal titolare nella propria residenza o in abitazioni secondarie, o da altri membri del nucleo familiare anagrafico (cioè quello risultante dallo stato di famiglia). Non ha importanza la proprietà dell'apparecchio, se questo sia in comodato oppure si trovi in una casa in affitto. Non è discriminante nemmeno la cittadinanza: al tributo sono soggetti anche gli stranieri, turisti compresi, i quali potrebbero essere tenuti anche alle operazioni doganali relative all'importazione, ancorché temporanea, degli apparecchi. Con la legge di stabilità 2016 il canone ordinario è addebitato sulle bollette dell'energia elettrica dell'abitazione principale del nucleo familiare.

#### Esenzioni
Sono esenti dal pagamento dell'imposta:
- Chi non detiene televisori o apparecchi adattabili: il contribuente dichiara all'Agenzia delle Entrate la mancata detenzione di un apparecchio televisivo, sotto la propria responsabilità.[20] La dichiarazione ha validità per l'anno in cui è presentata.[21]
- Militari delle Forze Armate Italiane, limitatamente agli apparecchi di uso comune destinati a visione collettiva in ospedali militari, Case del soldato e Sale convegno dei militari delle Forze armate. La detenzione di un televisore all'interno di un alloggio privato, anche se situato dentro le strutture militari, non esonera dal pagamento del canone.[22]
- Militari appartenenti alla Forze Nato, di cittadinanza straniera.[22]
- Agenti diplomatici e consolari, dei Paesi che in condizione di reciprocità a loro volta esonerino i loro colleghi italiani da eventuali obblighi analoghi.[22]
- Rivenditori e riparatori TV, che esercitano l'attività di riparazione o commercializzazione di apparecchiature di ricezione radio televisiva.[22]
- Imbarcazioni da diporto, purché però non siano adibite all'esercizio di attività commerciali, che determina quindi il pagamento del canone speciale.[23]
- Radio, collocate esclusivamente presso abitazioni private.[24][25]
- Autoradio[26]
- Anziani con età pari o superiore a 75 anni, con reddito proprio e del coniuge non superiore complessivamente a 6713,98 euro annuali, senza conviventi, e detenzione di apparecchi televisivi solo nel luogo di residenza.[27]

L'esenzione garantita agli invalidi fu abrogata con l'art. 42 del D.P.R. 29 settembre 1973, n. 601.
Il tributo non è dovuto infine nel caso in cui il contribuente sia intestatario di un'utenza elettrica ma non possieda un apparecchio televisivo.

#### Cessazione
(R.D.L. 21 febbraio 1938, n. 246 art. 1, in materia di "Disciplina degli abbonamenti alle radioaudizioni.")
Il pagamento dell'imposta cessa al verificarsi di almeno uno dei seguenti eventi, previa comunicazione tramite raccomandata con avviso di ricevimento all'Agenzia delle entrate:
- Il contribuente cede tutti gli apparecchi che detiene.
- Il contribuente dichiara di non detenere più alcun apparecchio fornendone adeguata comunicazione (ad esempio per furto o incendio).
- Il contribuente si trasferisce in casa di riposo.[30]
- Avviene il decesso del contribuente.[31]
- Il contribuente si trasferisce all'estero.[32]

Fino al 1º gennaio 2016, in precedenza alla riforma dell'imposta, il contribuente poteva rinunciare al pagamento del canone senza cedere ad altri gli apparecchi, ricorrendo il suggellamento dell'apparecchio televisivo, cioè l'impacchettamento del televisore e la conseguente cessazione del pagamento per mancata detenzione del televisore.

### Canone speciale
Il tributo è dovuto per la detenzione di apparecchi televisivi e radiofonici in esercizi commerciali o comunque al di fuori dell'ambito familiare.
L'importo del canone varia in base al tipo di impresa, ente o associazione che detiene gli apparecchi televisivi e radiofonici e al numero di questi ultimi.
Secondo l'art. 17 del D.L. 6 dicembre 2011, n. 201, le imprese e le società devono indicare nella dichiarazione dei redditi il numero di abbonamento speciale alla radio o alla televisione per la detenzione di apparecchi "atti o adattabili" alla ricezione delle trasmissioni.
Come per il canone ordinario, dal 2016 non è più ammessa la cessazione per suggellamento.

### Controversia sugli apparecchi
La precisa definizione di quali apparecchi rientrino nella previsione normativa e quali non vi rientrino era, fino a febbraio 2012, mancante, poiché nel regio decreto si faceva riferimento in senso generico ad apparecchi "atti o adattabili". L'evoluzione tecnologica digitale ha infatti introdotto apparecchi multifunzione anche molto diversi tra loro per funzionalità di base (es. tablet PC, tablet computer o smartphone).
In un comunicato stampa della RAI del 21 febbraio 2012 viene dichiarato che l'imposta è dovuta per il solo possesso di apparecchi atti alla ricezione televisiva e che non è mai stato richiesto il pagamento del canone per altri mezzi come computer, tablet e smartphone anche se collegati ad Internet.
L'Agenzia delle entrate ha successivamente chiarito la distinzione tra apparecchi "atti o adattabili". Un apparecchio si intende atto a ricevere i segnali radiotelevisivi se, e solo se, include nativamente gli stadi di un radioricevitore completo: sintonizzatore radio, decodificatore e trasduttori audio/video per i servizi televisivi e solo audio per i servizi radiofonici; un apparecchio si intende invece adattabile a ricevere i segnali radiotelevisivi se, e solo se, include almeno uno stadio sintonizzatore radio ma è privo del decodificatore o dei trasduttori, o di entrambi i dispositivi, che, collegati esternamente al detto apparecchio, realizzerebbero assieme ad esso un radioricevitore completo.
Pertanto, la presenza o meno di un sintonizzatore radiotelevisivo operante nelle bande destinate al servizio di radiodiffusione risulta fattore discriminante per il pagamento o l'esonero dall'imposta.

## Destinazione delle entrate
Le entrate imputabili a questa imposta (escluse le quote IVA e di TCG) sono in parte devolute dal governo italiano alla Rai - Radiotelevisione Italiana S.p.A., una società per azioni a partecipazione pubblica a cui è stata concessa la produzione e la trasmissione dei programmi del servizio pubblico radiotelevisivo.
La concessionaria deve rispettare un contratto di servizio con lo Stato italiano, pena una eventuale revoca della concessione. La radiotelevisione pubblica svolge una funzione di servizio universale di pubblica utilità, ed è interessata da una particolare disciplina rispetto alle emittenti commerciali. Il contratto di servizio comporta delle fasce orarie protette da video a carattere osceno o violento, obblighi di informazione e di trasmissione di un certo numero di ore di sport, documentari, formazione a distanza, la messa in onda di specifici canali tematici, il finanziamento di prodotti audiovisivi e cinematografia nazionale, la trasmissione di eventi culturali che hanno minore audience e introiti pubblicitari.
L'Agenzia delle Entrate ha in essere con la Rai una convenzione che autorizza l'emittente all'esazione presso i contribuenti come previsto dalla Legge 7 gennaio 1929, n.4, tramite l'ufficio "Sportello Abbonamenti TV".
La Rai è inoltre gestore, per delega dell'Agenzia, del trattamento dei dati sensibili ai sensi della normativa sulla privacy.

## Evasione fiscale
Il canone televisivo è stata, almeno fino al 2016, una delle imposte più evase in Italia, con stime superiori al 25% medio dei contribuenti a livello nazionale per il tipo ordinario.
A causa della forte evasione, già nel 2006 il Governo Prodi II avanzò l'ipotesi di includere automaticamente il canone ordinario nelle fatture dell'energia elettrica. L'introduzione è avvenuta dopo dieci anni con il Governo Renzi, mediante la legge di stabilità 2016, a partire dal mese di luglio. Il pagamento, pari a 100 euro per il primo anno dall'entrata in vigore, è stato rateizzato e inserito in una voce apposita della fattura. Una parte dell'eventuale extragettito del canone ordinario è stato destinato, dal 2016 al 2018, all'innalzamento della soglia di esenzione per gli anziani a 8.000 euro, all'abbassamento della pressione fiscale (nel 2017 è avvenuta la riduzione del canone ordinario a 90 euro) e al fondo di finanziamento delle TV e radio locali. A fine 2016 il gettito complessivo risulta superiore di 300 milioni rispetto all'anno precedente, nonostante l'imposta sia in diminuzione.
Con la legge di stabilità 2018 è stato confermato l'importo del canone RAI a 90 euro.
A seguito del pagamento del canone in fattura l'evasione dell'imposta è sceso dal 26% a meno del 5% con 7 milioni di paganti in più. 

## Evoluzione del costo

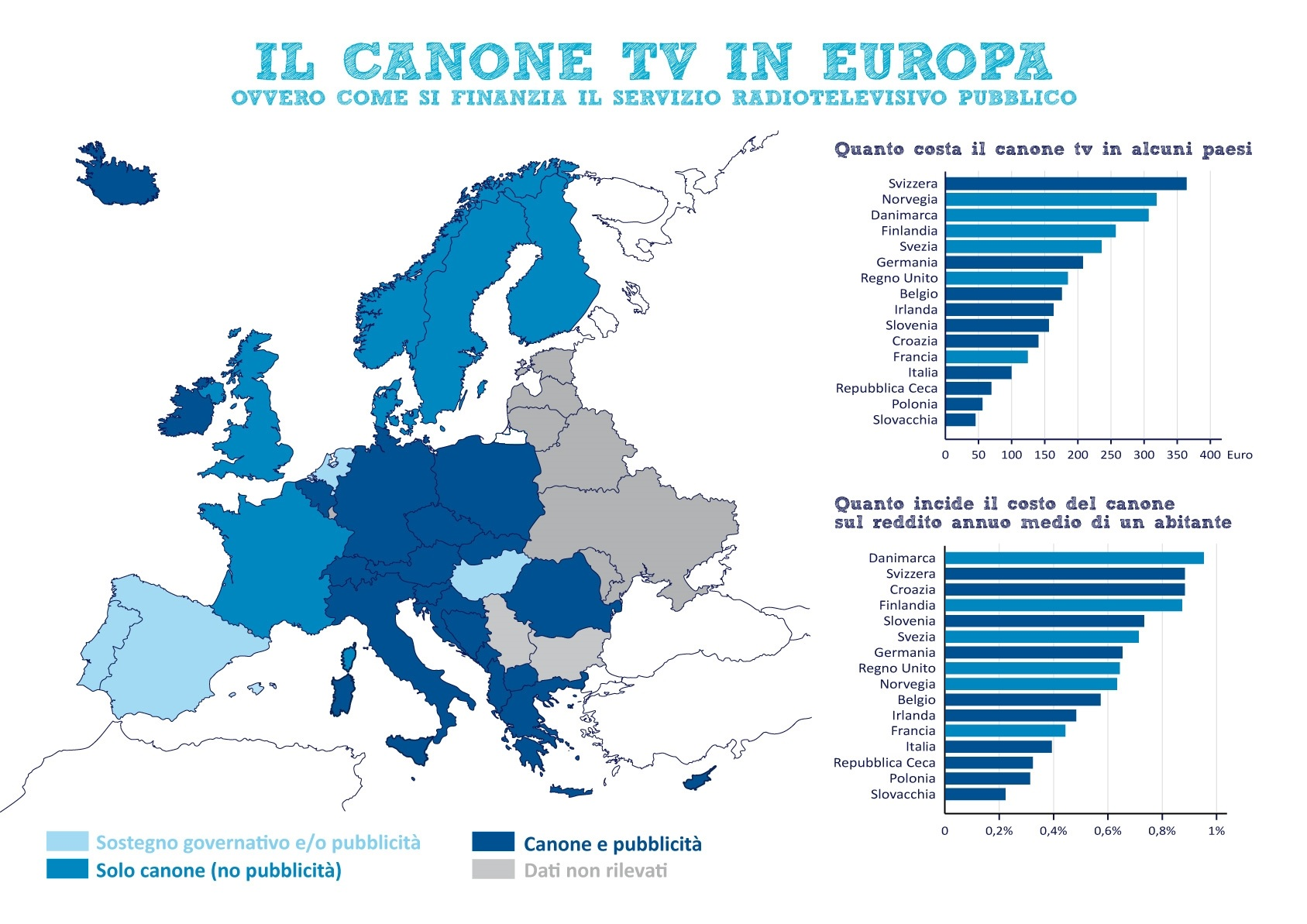
Grafico di confronto tra le diverse imposte televisive in Europa.

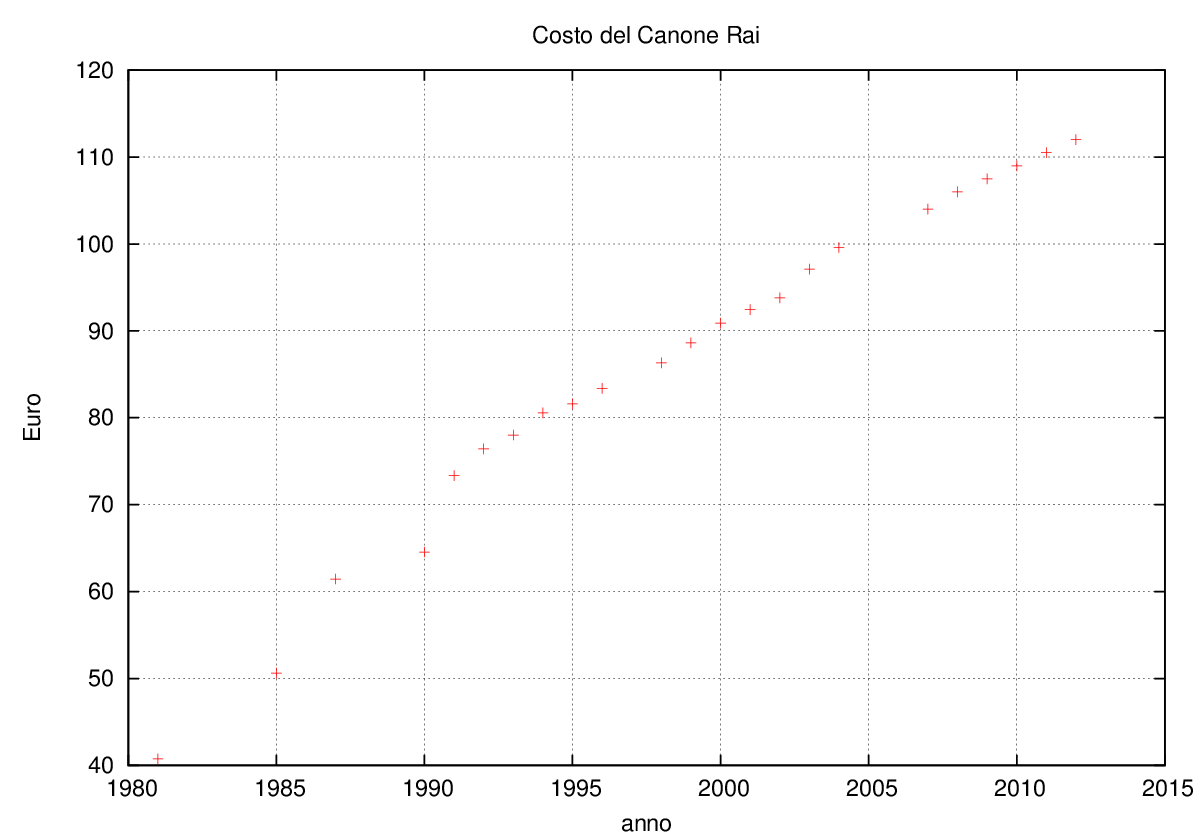
Grafico dell'ammontare del canone televisivo negli ultimi trent'anni.

Come appare dal grafico del confronto tra le diverse imposte televisive in Europa, la tassa di possesso TV italiana appare essere nella fascia bassa.
| Anno | Bianco & Nero | Bianco & Nero          | Bianco & Nero          | Colori       | Colori                 | Colori                 |
| ---- | ------------- | ---------------------- | ---------------------- | ------------ | ---------------------- | ---------------------- |
| Anno | costo         | Incremento annuo medio | Incremento annuo medio | costo        | Incremento annuo medio | Incremento annuo medio |
| Anno | costo         | nominale               | reale                  | costo        | nominale               | reale                  |
| 1954 | Lire 15.000   | -                      | -                      | n.p.         | -                      | -                      |
| 1955 | Lire 18.000   | 20,00%                 | -                      | n.p.         | -                      | -                      |
| 1957 | Lire 16.000   | -11,11%                | -                      | n.p.         | -                      | -                      |
| 1959 | Lire 14.000   | -12,50%                | -                      | n.p.         | -                      | -                      |
| 1961 | Lire 12.000   | -14,29%                | -                      | n.p.         | -                      | -                      |
| 1973 | Lire 12.555   | 4,63%                  | -                      | n.p.         | -                      | -                      |
| 1975 | Lire 18.890   | 50,46%                 | -                      | n.p.         | -                      | -                      |
| 1977 | Lire 24.645   | 30,47%                 | -                      | Lire 48.650  | -                      | -                      |
| 1978 | Lire 26.170   | 6,19%                  | -                      | Lire 52.345  | 7,60%                  | -                      |
| 1979 | Lire 27.670   | 5,73%                  | -                      | Lire 54.845  | 4,78%                  | -                      |
| 1981 | Lire 42.680   | 54,25%                 | -                      | Lire 78.910  | 42,22%                 | -                      |
| 1985 | Lire 64.675   | 51,53%                 | -                      | Lire 93.325  | 18,27%                 | -                      |
| 1987 | Lire 93.000   | 43,80%                 | -                      | Lire 117.000 | 25,39%                 | -                      |
| 1989 | Lire 94.000   | 1,08%                  | -                      | Lire 118.000 | 0,85%                  | -                      |
| 1990 | Lire 119.995  | 27,66%                 | -                      | Lire 125.000 | 5,93%                  | -                      |
| 1991 | Lire 138.000  | 15,00%                 | 5,69%                  | Lire 142.000 | 13,60%                 | 4,29%                  |

Dal 1992 la tariffazione non fa differenza tra televisori a colori e non.
| Anno | Colori       | Colori                 | Colori                 |
| ---- | ------------ | ---------------------- | ---------------------- |
| Anno | costo        | Incremento annuo medio | Incremento annuo medio |
| Anno | costo        | nominale               | reale                  |
| 1992 | Lire 148.000 | 7,25%                  | 1,56%                  |
| 1993 | Lire 151.060 | 2,07%                  | -2,58%                 |
| 1994 | Lire 156.000 | 3,27%                  | -1,17%                 |
| 1995 | Lire 158.000 | 1,28%                  | -2,75%                 |
| 1996 | Lire 161.450 | 2,18%                  | -3,53%                 |
| 1998 | Lire 167.150 | 1,77%                  | -0,57%                 |
| 1999 | Lire 171.600 | 2,66%                  | 0,99%                  |
| 2000 | Lire 176.000 | 2,56%                  | 0,45%                  |
| 2001 | Lire 179.000 | 1,70%                  | -1,05%                 |
| 2002 | Euro 93,80   | 1,46%                  | -2,23%                 |
| 2003 | Euro 97,10   | 3,52%                  | 0,58%                  |
| 2004 | Euro 99,60   | 2,57%                  | 0,03%                  |
| 2005 | Euro 99,50   | -0,10%                 |                        |
| 2007 | Euro 104,00  | 1,47%                  | -0,72%                 |
| 2008 | Euro 106,00  | 1,92%                  | -0,89%                 |
| 2009 | Euro 107,50  | 1,42%                  | -0,93%                 |
| 2010 | Euro 109,00  | 1,39%                  | 0,29%                  |
| 2011 | Euro 110,50  | 1,38%                  | -0,71%                 |
| 2012 | Euro 112,00  | 1,36%                  | -2,29%                 |
| 2013 | Euro 113,50  | 1,34%                  | -0,18%                 |
| 2014 | Euro 113,50  | 0%                     | 0%                     |
| 2015 | Euro 113,50  | 0%                     | 0%                     |
| 2016 | Euro 100,00  | -11,90%                | -11,90%                |
| 2017 | Euro 90,00   | -10,00%                | -10,00%                |
| 2018 | Euro 90,00   | 0%                     | 0%                     |
| 2019 | Euro 90,00   | 0%                     | 0%                     |
| 2020 | Euro 90,00   | 0%                     | 0%                     |
| 2021 | Euro 90,00   | 0%                     | 0%                     |
| 2022 | Euro 90,00   | 0%                     | 0%                     |
| 2023 | Euro 90,00   | 0%                     | 0%                     |
| 2024 | Euro 70,00   |                        |                        |

La riduzione della imposta addebitata nella fattura elettrica è in parte compensata da una maggiorazione della quota fissa cliente assegnata a favore dei rivenditori di energia elettrica, come da delibera n.659 del 28 dicembre 2015 della AEEGSI. In particolare a pagina 11 si legge:
... omissis ...
gli oneri che deriveranno dalle attività inerenti alle disposizioni in tema di canone di abbonamento RAI per l’esposizione dello stesso attraverso la bolletta di energia elettrica, e che sarebbero riconducibili ad attività di back office e di interfaccia con il cliente finale, a complicazioni gestionali (gestione dei RID, delle autocertificazioni e dei successivi storni delle duplicazioni, delle contestazioni), alla necessità di dedicare risorse alla gestione del credito; sul tema peraltro sono stati evidenziati anche i potenziali impatti in termini di incremento della morosità dei clienti finali;»
Nel documento non risulta quantificato un valore esplicito del costo riconosciuto specificatamente all'attività di esazione per conto della Agenzia delle Entrate, ma, a pagina 25, la Tabella 1: Corrispettivo PCV di cui al comma 10.1, evidenzia come negli ultimi 4 anni l'ammontare della quota fissa era di 30 euro/anno/cliente, aumentando a €54,87/anno/cliente dal 1º gennaio 2016. E questo aumento colpisce ugualmente sia chi deve pagare l'imposta TV, sia chi è privo di un apparecchio televisivo o gode di esenzione dell'imposta. Ma anche se non fosse stata riconosciuta esplicitamente una somma a favore del rivenditore elettrico, pare evidente che il rivenditore sarà costretto a ricaricare su tutti i suoi clienti il peso sopportato in termini di personale e materiali di consumo (inchiostro, carta, ecc.) a causa delle attività inerenti alla raccolta e trasmissione alla Agenzie delle Entrate degli elenchi di clienti con un contratto domestico residente e poi delle attività di corretto inserimento in fattura delle imposta stessa. Inoltre il rivenditore dovrà anche affrontare i costi in termini di tempo e materiale di consumo per i contenziosi sollevati dai clienti che ritengano non dovuta l'imposta: anche se fossero in torto, il rivenditore è costretto a gestire diligentemente ogni reclamo, per evitare il rischio della penale automatica.
Occorre osservare che fino al 2015, l'imposta da pagare includeva anche tutti i costi di esazione/incasso sopportati dalla Agenzia delle Entrate e quindi la cifra di 100 euro, per il 2016, in realtà va considerata al netto dei costi che i rivenditori elettrici ricaricano su tutti i loro clienti. Al lordo dell'IVA, il maggior costo, comprensivo di tutte le maggiorazioni compensative (cioè non solo dei costi per la gestione della imposta TV) ottenute dai rivenditori elettrici per l'anno 2016, ammonta a 17,57 euro (46,89 – 29,32).